# Краснознаменка (Новосибирская область)
Краснознаменка — деревня в Болотнинском районе Новосибирской области. Входит в состав Варламовского сельсовета.

## География
Площадь деревни — 41 гектар

## История
Село Бутырка основано немецкими переселенцами с Украины в 1912 году. В 1926 году хутор Немецкая колония состоял из 43 хозяйств, основное население — немцы. В составе Кандерепского сельсовета Болотнинского района Томского округа Сибирского края. В 1934 г. организован колхоз «Роте-Фане».

## Население
| 1926 | 1979 | 1989 | 2002 | 2007 | 2010 |
| ---- | ---- | ---- | ---- | ---- | ---- |
| 212  | ↘206 | ↘125 | ↘40  | ↘39  | ↗71  |

## Фотографии

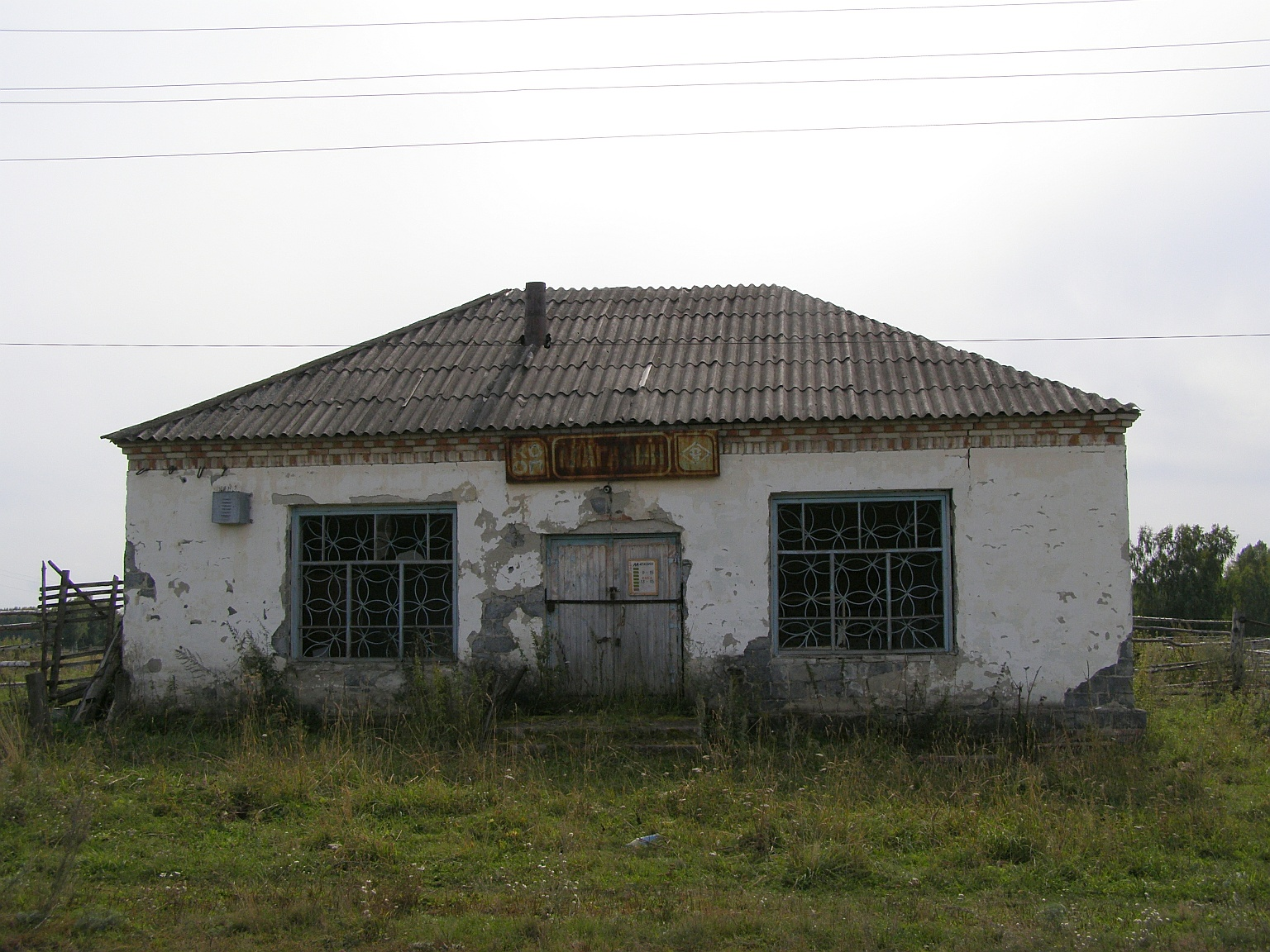
Бывший магазин в 2008 году

## Инфраструктура
В деревне по данным на 2007 год отсутствует социальная инфраструктура.